# 이쿠미촌
이쿠미촌(伊久身村)은 시즈오카현 시다군에 있던 촌이다. 현재의 시마다시에 해당한다.

## 역사
- 1889년 4월 1일 - 정촌제 시행에 의해 시다군 이쿠미촌이 성립하였다.
- 1955년 1월 1일 - 구 이쿠미촌은 구 나미나리촌 남부(단하라, 나베시마, 가와구치)가 시마다시에, 구 나미나리촌 북부와 구 사사마도촌이 하이바라군 시모카와네촌에 편입되어. 동일, 이쿠미촌은 소멸되었다